# 친우회 총회
친우회 총회(영어: Friends General Conference)는 1900년에 설립된 미국의 퀘이커 단체이다. 친우회 총회는 정례화되지 않은 예배, 준비된 순서가 없는 예배, 지정된 목사가 없는 행사를 진행하는 퀘이커 전통을 보전하는 업무를 수행한다. 미국 내 641개의 교회에 약 35,000명의 회원이 있다. 본부는 펜실베이니아주 필라델피아에 위치한다.

## 같이 보기
- 퀘이커
- 회중교회